# Skärgårdens frikår
Skärgårdens frikår var en skyddskår från den åländska och åboländska skärgården bildad 7 februari 1918 i Iniö, snabbutbildades och försågs med vapen av tyskarna och tågade sedan i början av april tillsammans med dessa över till fastlandet och deltog i det finska inbördeskriget. 

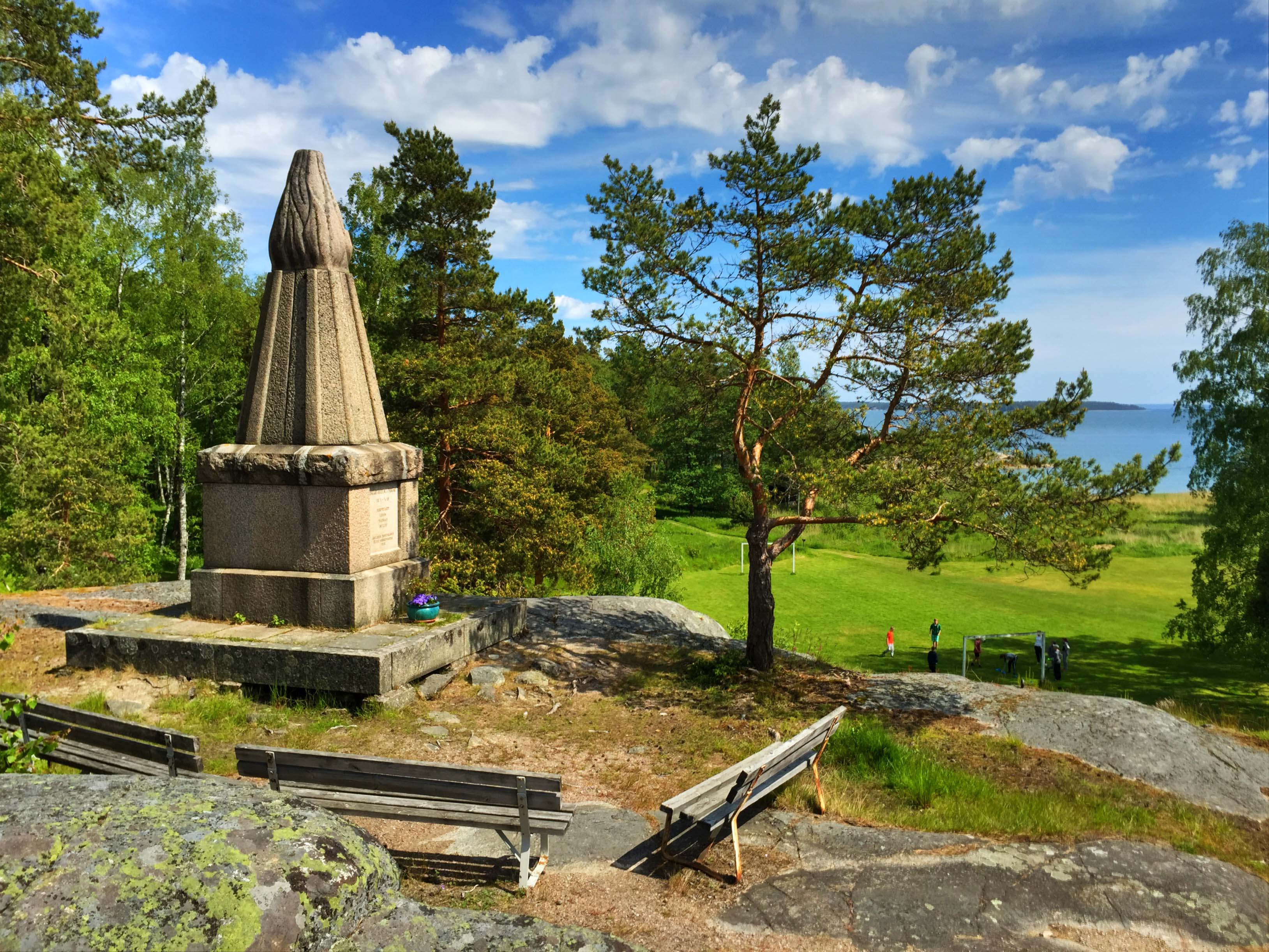
Skyddskåren: Enda minnesmärket som aldrig togs ned efter Moskvafreden 1944

Kåren deltog i strider i Korpo och marscherade därefter via Pargas till Åbo, som den utan strid besatte den 12 april. Skärgårdens frikår bestod av ca 200 man, fördelade på två (slutligen tre) kompanier. Chef var den svenske löjtnanten (i Finland major) Carl August Ehrensvärd. I Forssa uppsattes en krigsdomstol som dömde 200 röda till döden, varav 13 var kvinnor och den yngste 16 år. Arkebuseringarna sköttes mestadels av frikårens män.

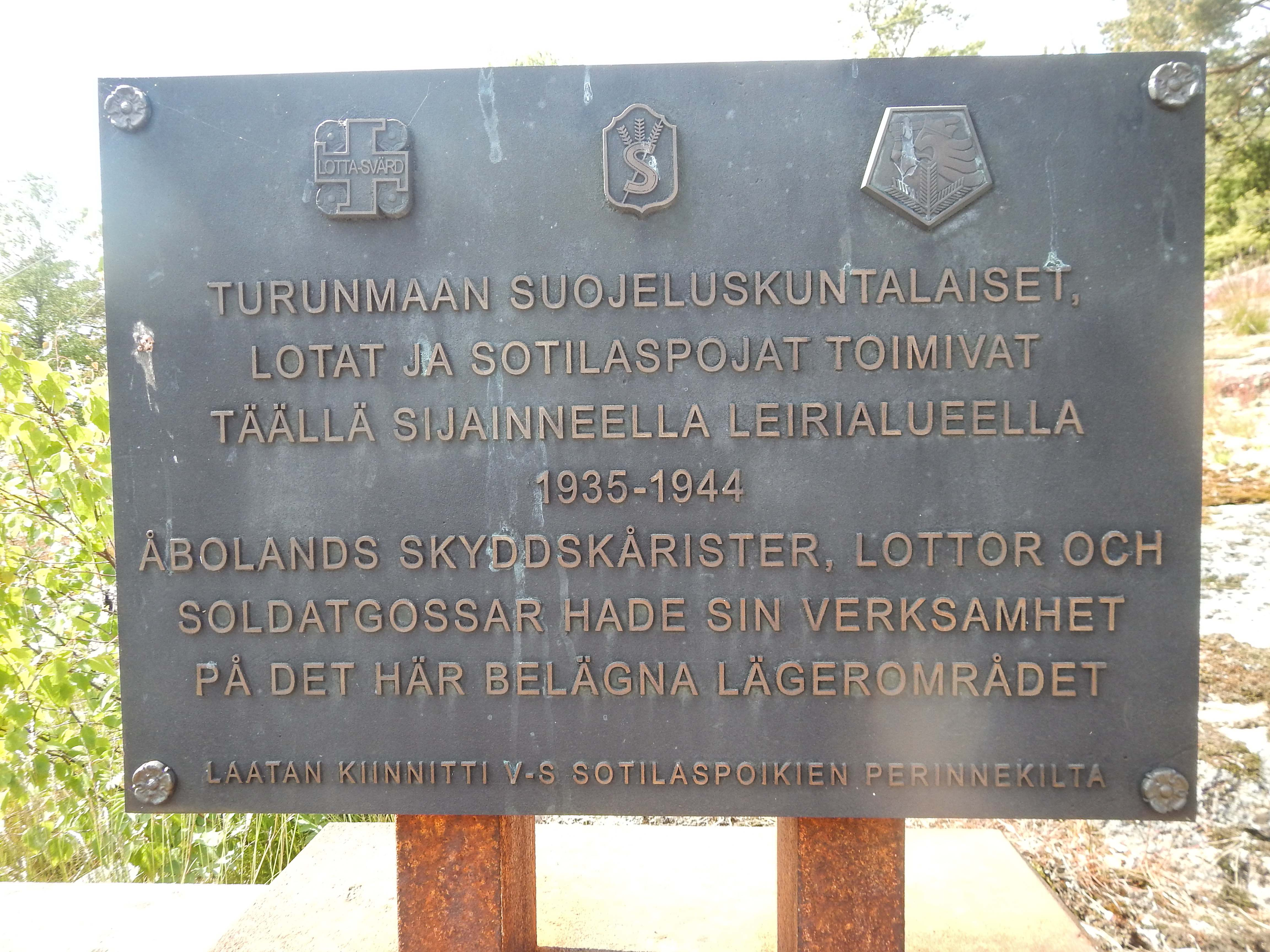
Skyddskåren: skylt till minnet av aktiviteten på Pensar 1935–1944.

Ett monument över frikåren återfinns i Nagu på ön Pensars sydspets. Monumentet har skapats av Bertel Nilsson (1887-1939) och vid invigningen 1938 deltog 1200 man . Förbindelser dit upprätthålls från Prostvik.